# Максимова, Марина Владиславовна
Мари́на Владисла́вовна Макси́мова (род. 20 мая 1985) — российская легкоатлетка, специалистка по метанию копья. Выступала на профессиональном уровне в 2004—2016 годах, обладательница серебряной медали Всемирной Универсиады, призёрка Кубка Европы по зимним метаниям, чемпионка России, многократная победительница и призёрка первенств всероссийского значения. Представляла Москву и Чувашию. Мастер спорта России.

## Биография
Марина Максимова родилась 20 мая 1985 года. Занималась лёгкой атлетикой в Чебоксарах, проходила подготовку под руководством тренеров М. Г. Михеева, В. В. Королёва, А. А. Прохорова. Выступала за «Юность Москвы» и физкультурно-спортивное общество «Динамо».
Впервые заявила о себе на всероссийском уровне в сезоне 2004 года, когда на зимнем чемпионате России среди юниоров в Волгограде выиграла бронзовую медаль в зачёте толкания ядра. Позднее в метании копья стала бронзовой призёркой на молодёжном всероссийском первенстве в Чебоксарах, выступила на взрослом чемпионате России в Туле.
В 2005 году была второй на зимнем молодёжном всероссийском первенстве в Адлере, превзошла всех соперниц на летнем молодёжном всероссийском первенстве в Туле. Стала третьей на Мемориале братьев Знаменских в Казани и четвёртой на чемпионате России в Туле.
В 2006 году завоевала серебряные награды на молодёжном Мемориале Лунёва в Адлере, на зимнем молодёжном всероссийском первенстве в Адлере, на всероссийских соревнованиях в Сочи. Заняла шестое место на чемпионате России в Туле, шестое место на Мемориале Знаменских в Жуковском, стала серебряной призёркой на молодёжном чемпионате России в Казани, показала пятый результата на Кубке России в Туле и третий результат на молодёжном чемпионате Латвии в Валмиере.
В 2007 году среди прочего была седьмой на зимнем чемпионате России в Адлере, шестой на Мемориале Знаменских в Жуковском, четвёртой на молодёжном всероссийском первенстве в Туле, седьмой на летнем чемпионате России в Туле.
На чемпионате России 2008 года в Казани заняла в метании копья шестое место.
В 2009 году стала пятой на зимнем чемпионате России в Адлере, третьей на командном чемпионате России в Сочи, выиграла бронзовую медаль на летнем чемпионате России в Чебоксарах (позднее в связи с допинговой дисквалификацией Марии Абакумовой поднялась в итоговом протоколе на вторую позицию).
В 2010 году была второй на зимнем чемпионате России по длинным метаниям в Адлере, выступила на Кубке Европы по зимним метаниям в Арле, победила на Кубке России в Ерино, заняла четвёртое место на летнем чемпионате России в Саранске.
Среди достижений 2011 года — победы на зимнем чемпионате России по длинным метаниям в Адлере и на летнем чемпионате России в Чебоксарах, восьмое место на Кубке Европы по зимним метаниям в Софии. На Кубке России в Ерино Максимова превзошла всех соперниц и установила свой личный рекорд в метании копья — 60,73 метра. Будучи студенткой, представляла страну на Всемирной Универсиаде в Шэньчжэне — здесь метнула копьё на 59,87 метра и завоевала серебряную награду, уступив лишь представительнице Южной Африки Сюнетте Фильюн.
В 2012 году — вновь лучшая на зимнем и летнем чемпионатах России. На Кубке Европы по зимним метаниям в Баре показала третий результат.
В 2013 году отметилась победой на командном чемпионате России в Сочи, заняла четвёртое место на чемпионате России в Москве.
В 2014 году стала пятой на зимнем чемпионате России в Краснодаре, третьей на Кубке России в Ерино, шестой на чемпионате России в Казани.
В 2015 году была пятой на зимнем чемпионате России в Адлере, четвёртой на командном чемпионате России в Сочи, взяла бронзу на летнем чемпионате России в Чебоксарах.
На зимнем и летнем чемпионатах России 2016 года заняла 8-е и 11-е места соответственно. По окончании сезона завершила спортивную карьеру.
Впоследствии работала тренером по лёгкой атлетике среди лиц с поражением опорно-двигательного аппарата в Спортивно-адаптивной школе в Чебоксарах.